# Dorcadion discomaculatum
Dorcadion discomaculatum là một loài bọ cánh cứng trong họ Cerambycidae.